# 立雲峡
立雲峡（りつうんきょう）は兵庫県朝来市和田山町にある峡谷。円山川の川霧に覆われた幻想的な風情と雲海の美しさから名付けられたと云われる。

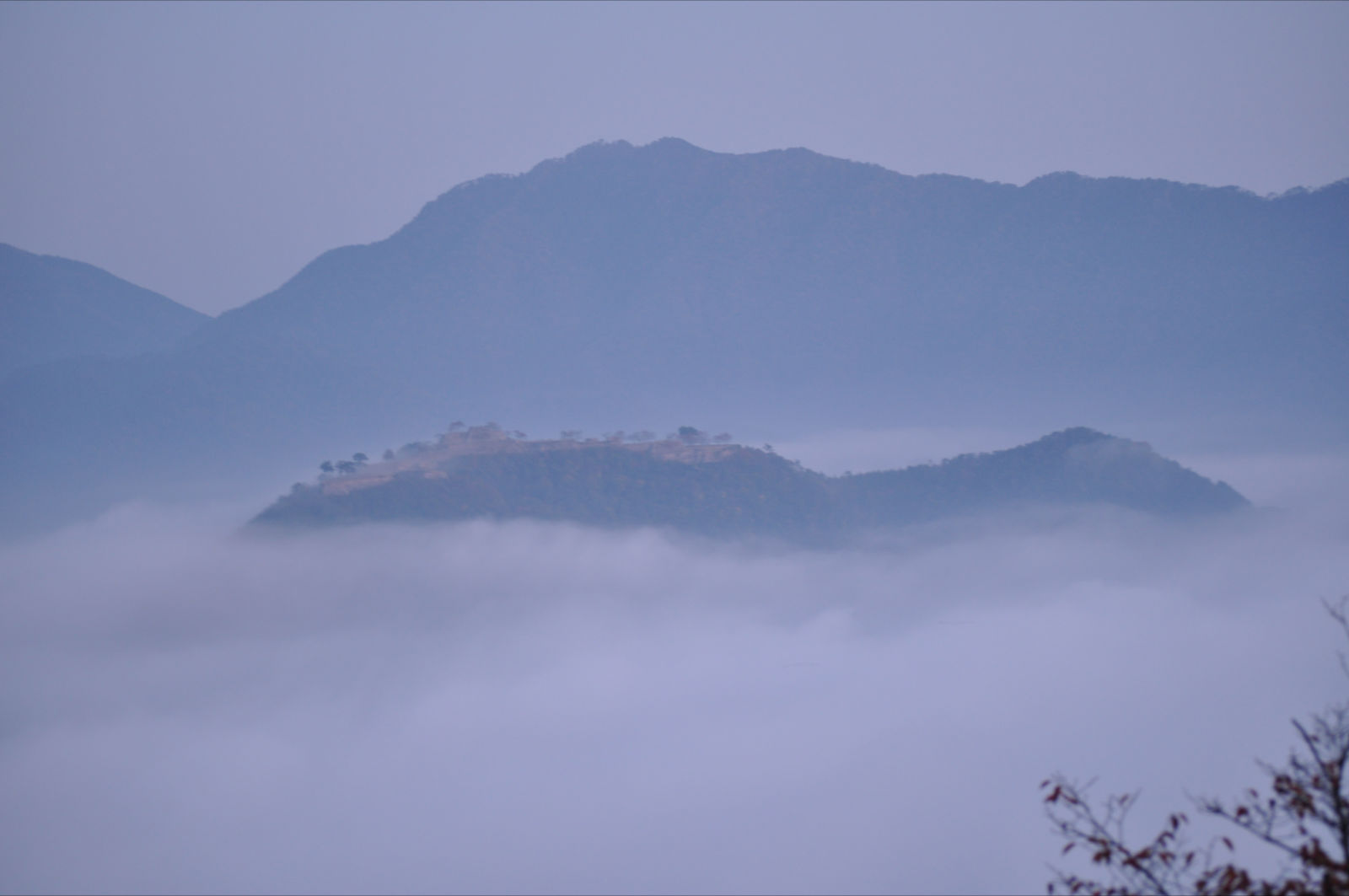
立雲峡から見た竹田城と雲海

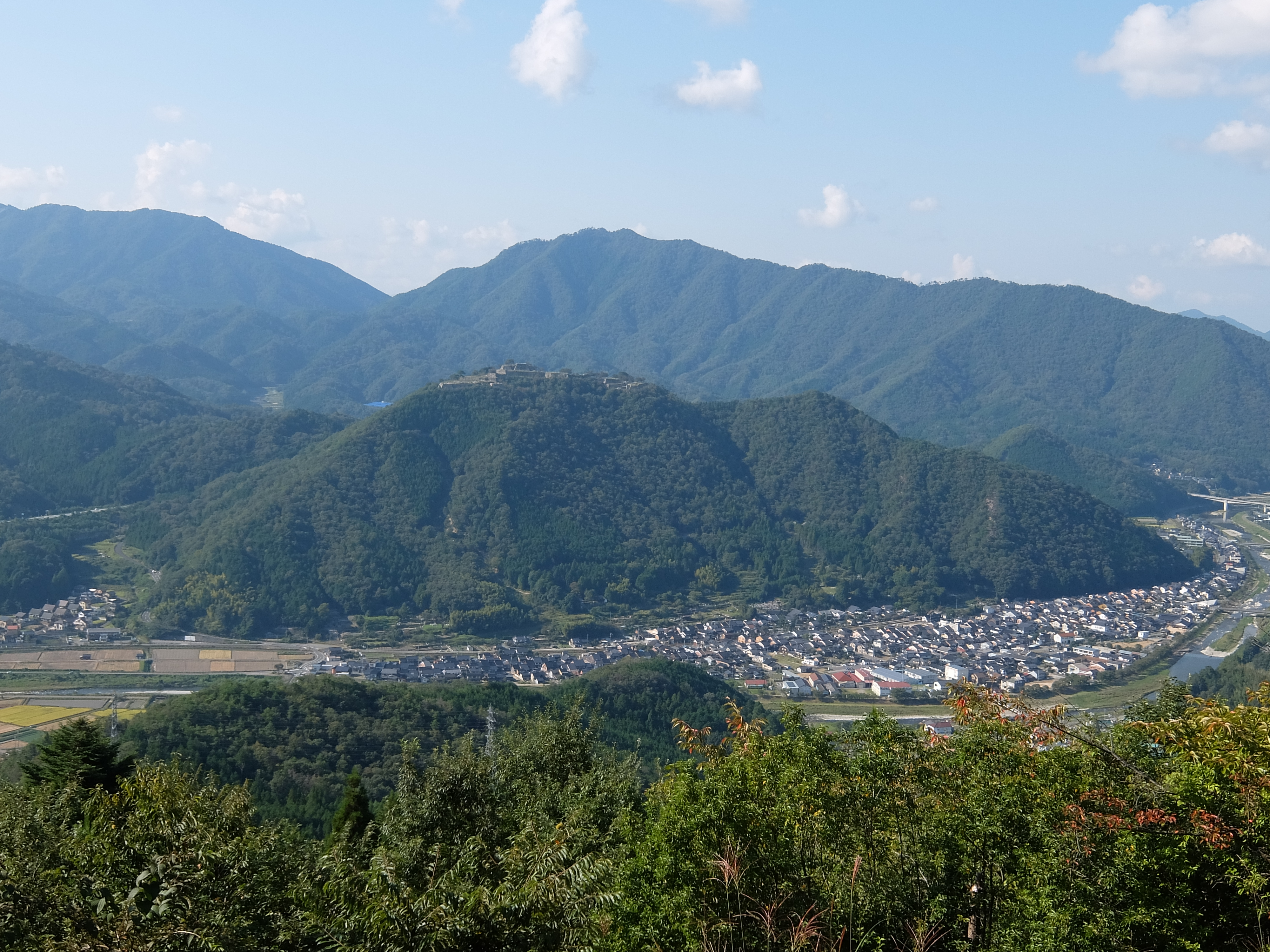
立雲峡から望む 竹田城跡（雲海ではない場合）

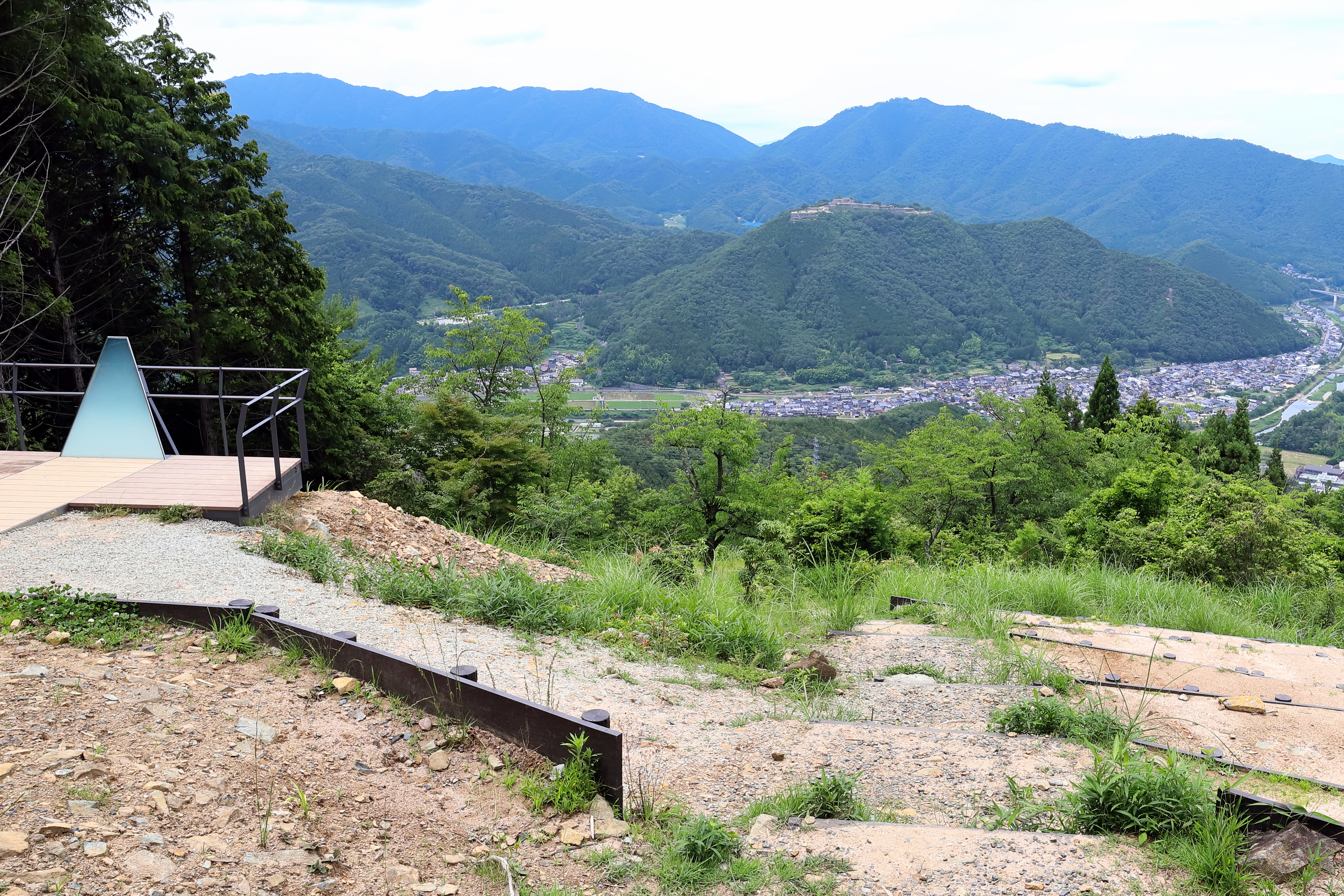
立雲峡テラスから眺める竹田城跡

西の古城山の頂（標高353メートル）に天空の城と呼ばれる竹田城跡（国の史跡）、眼下には山間を縫うように流れる円山川と城下町竹田を望む、朝来山（標高756.4メートル）の中腹に位置する。「おおなる池」、「竜神の滝」をはじめ、無数の奇岩・巨岩・滝が点在する景勝渓谷である。同時に但馬吉野とも称される山陰随一の山桜の名所で、毎年桜の開花期にあわせて立雲峡桜祭りが開催される。 展望台は4か所あり、いずれの展望台も竹田城跡を望むことができる。一帯は朝来群山県立自然公園に指定されている。

## 所在地
兵庫県朝来市和田山町竹田。位置は、北緯35度17分9.22秒 東経134度50分25.69秒 / 北緯35.2858944度 東経134.8404694度。

## 施設
- 兵庫県立南但馬自然学校（東側山腹）
- 駐車場（24時間開放、環境整備協力金：高校生以上300円／人【2020年3月1日に200円から300円に変更】）
- トイレ（駐車場脇）
- 展望台 立雲峡テラス[3]（第一展望台から徒歩1分、2021年9月に整備）、第一展望台（駐車場から徒歩約40分）、第二展望台（駐車場から徒歩約10分）、第三展望台（駐車場から徒歩約5分）
- 光の道天望所[3] 立雲峡テラスに設置されたモニュメント。2022年4月9日に公開された。

## 交通アクセス
- JR播但線 竹田駅　徒歩45分 またはタクシー10分

## 周辺情報
- 竹田城跡
- 青倉神社
- 生野銀山
- 糸井渓谷
- 奥山渓谷
- 藤和峠